# 2016 en Belgique
Chronologie de la Belgique
- 2012
- 2013
- 2014
- 2015
- 2016
- 2017
- 2018
- 2019
- 2020

Cette page concerne des événements qui se sont produits durant l'année 2016 du calendrier grégorien en Belgique.

## Chronologie

### Février
- 15 février : la police recherche un comptable véreux de l'Office wallon des déchets[1]. Celui-ci est soupçonné d'avoir détourné plus de 2 000 000 € vers des comptes personnels. Le 4 mars, il est arrêté dans un café de Knokke[2].

- 23 février : après l'annonce d'un possible démantèlement de la « jungle de Calais », les autorités belges informent qu'elles rétablissent les contrôles systématiques le long de la frontière franco-belge[3].

### Mars
- 15 mars : opération policière à Forest.
- 18 mars : opération antiterroriste à Molenbeek-Saint-Jean menant à l'arrestation de Salah Abdeslam[4].
- 22 mars : attentats à Bruxelles.
  - Trois attentats-suicides à l'aéroport de Bruxelles et à la station de métro Maelbeek font 31 morts et plus de 300 blessés[5].
  - Le niveau d'alerte antiterroriste passe à son niveau maximal (niveau quatre : risque très grave) pour toute la Belgique.
  - Le gouvernement fédéral décrète trois jours de deuil national[6].

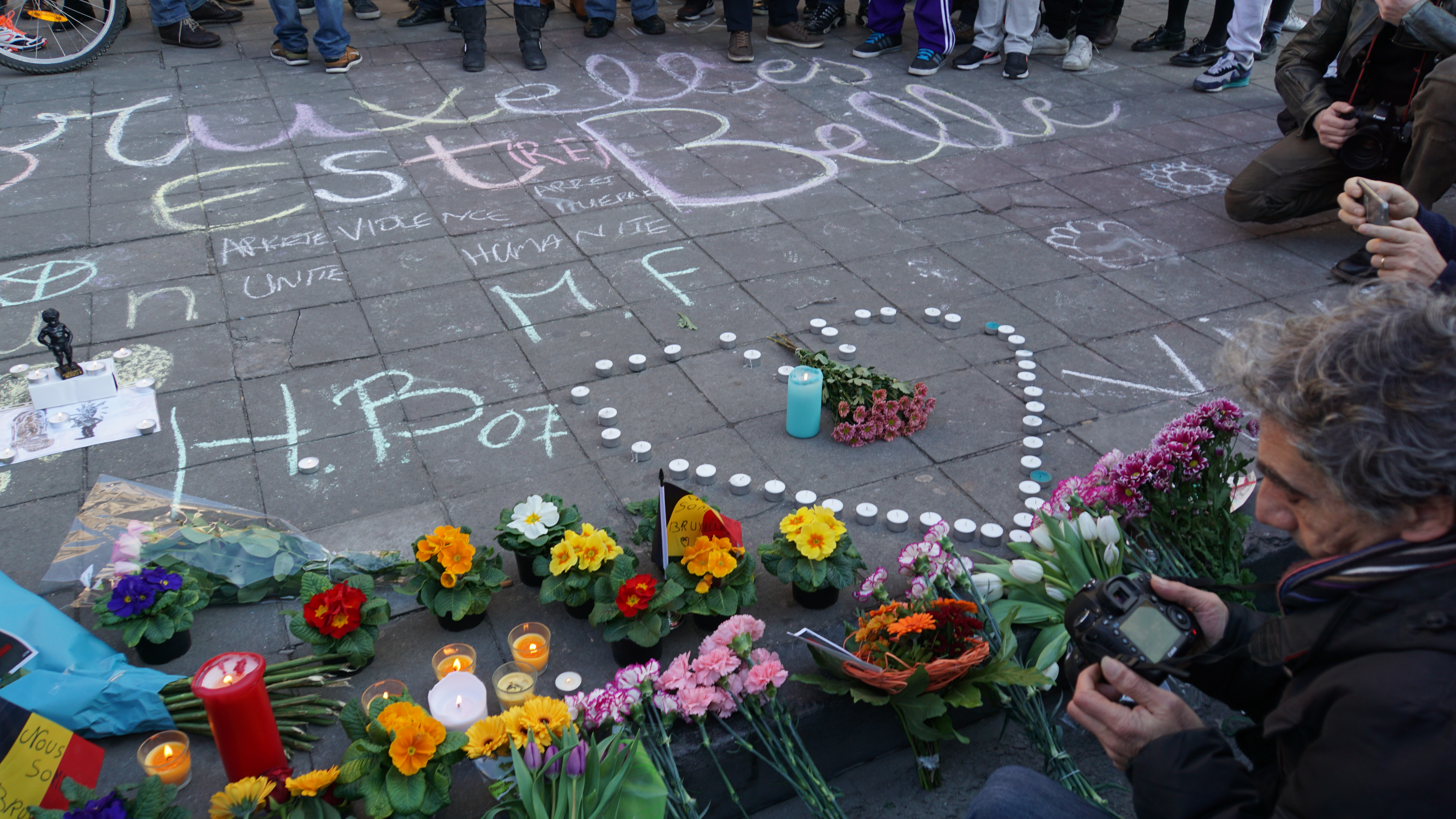
Dessins et messages de soutien à la craie sur la place de la Bourse, à Bruxelles.

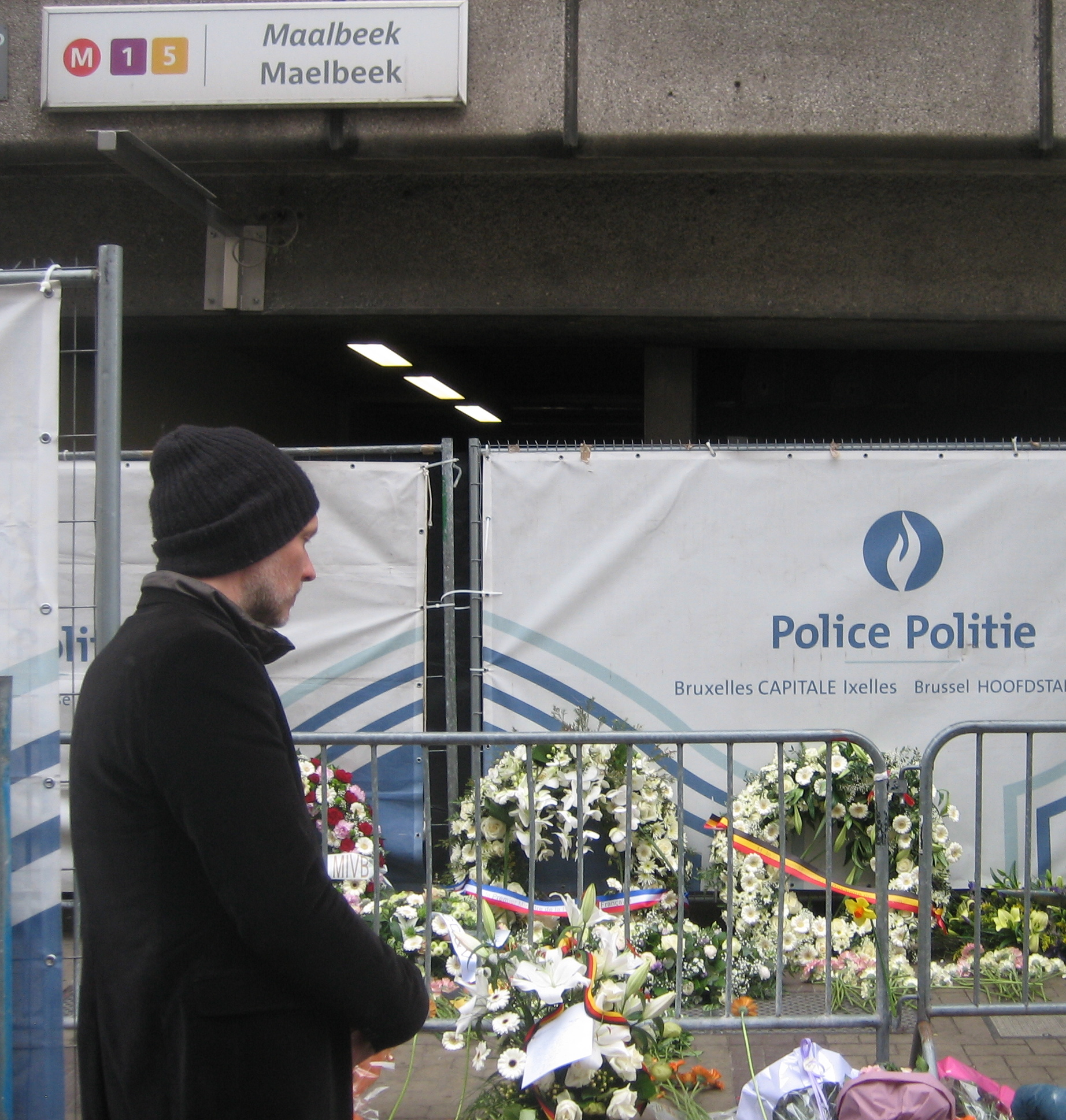
À l'entrée de la station de métro Maelbeek après les attentats.

- 23 mars : à la suite des révélations sur le kamikaze Ibrahim El Bakraoui[7], le ministre de la Justice Koen Geens remet sa démission au Premier ministre Charles Michel[8].
- 24 mars : 
  - Jan Jambon, ministre de l'Intérieur, remet à son tour sa démission. Charles Michel les refuse[8].
  - Cérémonie d'hommage aux victimes des attentats devant le palais de la Nation[9].
  - L’OCAM abaisse le niveau de menace terroriste à trois (risque grave)[10].
- 27 mars : malgré l'annulation de la « marche contre la peur » prévue dans le centre de Bruxelles, environ 400 hooligans vêtus de noir sèment le trouble sur la place de la Bourse. Ils sont repoussés par les forces de l'ordre jusqu'à la gare du Nord[11].

### Avril

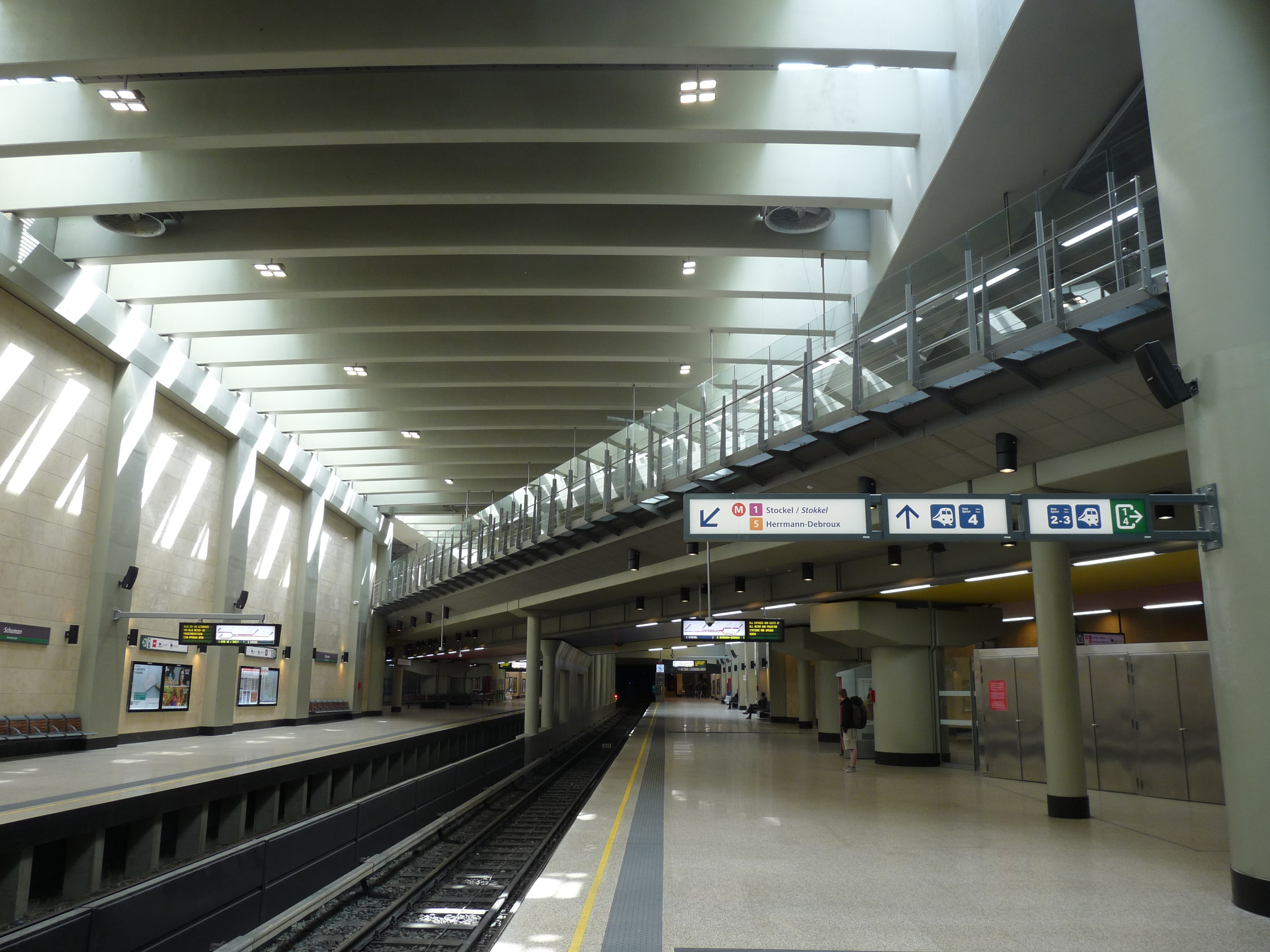
La station de métro Schuman en mai 2016.

- 4 avril : mise en service du tunnel Schuman-Josaphat, pièce maîtresse du Réseau express régional bruxellois[12].
- 11 avril : inculpée de « prise illégale d'intérêts », la ministre francophone de l'Éducation et de la Culture Joëlle Milquet annonce sa démission[13].
- 15 avril : critiquée pour sa gestion du dossier de la sécurité dans les aéroports belges, la ministre fédérale de la Mobilité Jacqueline Galant présente sa démission au Roi[14].
- 18 avril : 
  - François Bellot remplace Jacqueline Galant au poste de ministre de la Mobilité[15].
  - Remaniement ministériel au sein du gouvernement de la Communauté française. Marie-Martine Schyns devient ministre de l'Éducation ; Alda Greoli, ministre de la Culture, et Rachid Madrane, ministre des Sports[16].
- 22 avril : début des travaux de la commission d'enquête parlementaire « chargée d'examiner les circonstances qui ont conduit aux attentats terroristes du 22 mars 2016 »[17].
- 29 avril : la ministre flamande de l'Énergie Annemie Turtelboom démissionne à la suite de la polémique liée à la taxe sur l'énergie (« Turteltaks »). Elle est remplacée par le secrétaire d'État fédéral Bart Tommelein. Ce dernier est remplacé par le député européen Philippe De Backer au gouvernement fédéral[18].

### Mai
- 22 mai : grande cérémonie d'hommage aux victimes du 22 mars au Palais royal[19].
- 24 mai : plus de 60 000 personnes manifestent à Bruxelles contre les réformes du gouvernement Michel. En fin de cortège, des affrontements éclatent entre les forces de l'ordre et des manifestants[20].

### Juin
- 5 juin : un train de voyageurs heurte un train de fret à l'arrêt sur la ligne 125 à hauteur de Saint-Georges-sur-Meuse. On dénombre trois morts et quarante blessés[21].

### Juillet
- 15 juillet : la « liberté de panorama » entre en vigueur en Belgique (M.B. du 5 juillet 2016)[22].

### Août
- 6 août : attentat à Charleroi visant deux policières.
- 29 août : l'Institut national de criminalistique et de criminologie à Neder-Over-Heembeek est la proie des flammes. L'incendie de ce bâtiment, qui détient des informations sensibles, est d'origine criminelle[23].

### Septembre
- 2 septembre : la direction du groupe industriel Caterpillar annonce qu'elle cesse ses activités à Gosselies. Environ 2 200 emplois directs sont menacés par la fermeture de cette usine[24].
- 5 septembre : la compagnie d'assurances Axa Belgium annonce à son tour la suppression de 650 emplois au cours des deux prochaines années[25].

### Octobre
- 3 octobre : la filiale belge du groupe ING annonce à son tour sa volonté de supprimer 3 158 emplois sur les cinq prochaines années, soit 40 % du personnel en Belgique[26].
- 5 octobre : attentat à Schaerbeek contre deux policiers.
- 30 octobre : signature à Bruxelles de l'Accord économique et commercial global entre l'Union européenne et le Canada[27].

### Novembre
- 28 novembre : signature à Amsterdam du traité modifiant la frontière belgo-néerlandaise en présence des rois Philippe et Willem-Alexander. Le tracé de la frontière est redessiné à hauteur de Visé afin de suivre le cours de la Meuse[28].

### Décembre
- 8 décembre : installation de la commission d'enquête parlementaire sur la loi « transaction pénale », à la suite des révélations concernant l'affaire dite du « Kazakhgate » et impliquant notamment l'ancien président du Sénat Armand De Decker. Le président de cette commission, Francis Delpérée, jugé trop proche du dossier, ne fait pas l'unanimité[29].
- 11 décembre : mise en service de la gare bruxelloise des Arcades.

- 20 décembre : la presse écrite révèle que plusieurs mandataires communaux ou provinciaux du PS, du MR et du CDH perçoivent des émoluments considérables pour des  réunions de « comités de secteur » au sein de l'intercommunale liégeoise Publifin. L'enquête menée par un échevin de la petite commune d'Olne permet de découvrir que ces mandataires perçoivent de l'argent même s'ils n'assistent pas auxdites réunions. Début de l'« affaire Publifin »[30].
- 22 décembre : contesté au sein de son propre parti, le député Francis Delpérée finit par renoncer à présider la commission d'enquête parlementaire sur la loi « transaction pénale » (affaire du « Kazakhgate »)[31].

## Culture

### Architecture

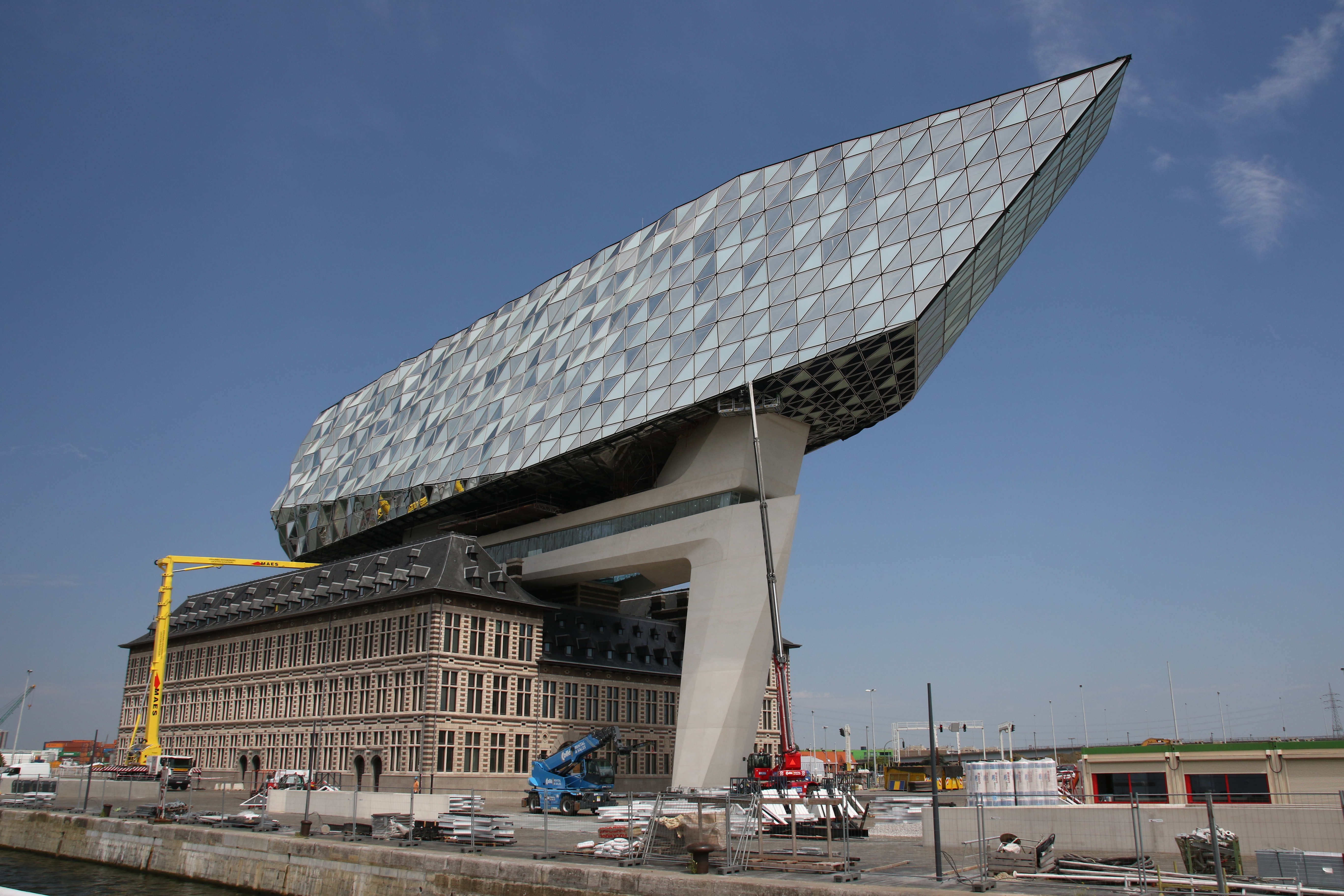
Maison du port d'Anvers (Zaha Hadid)
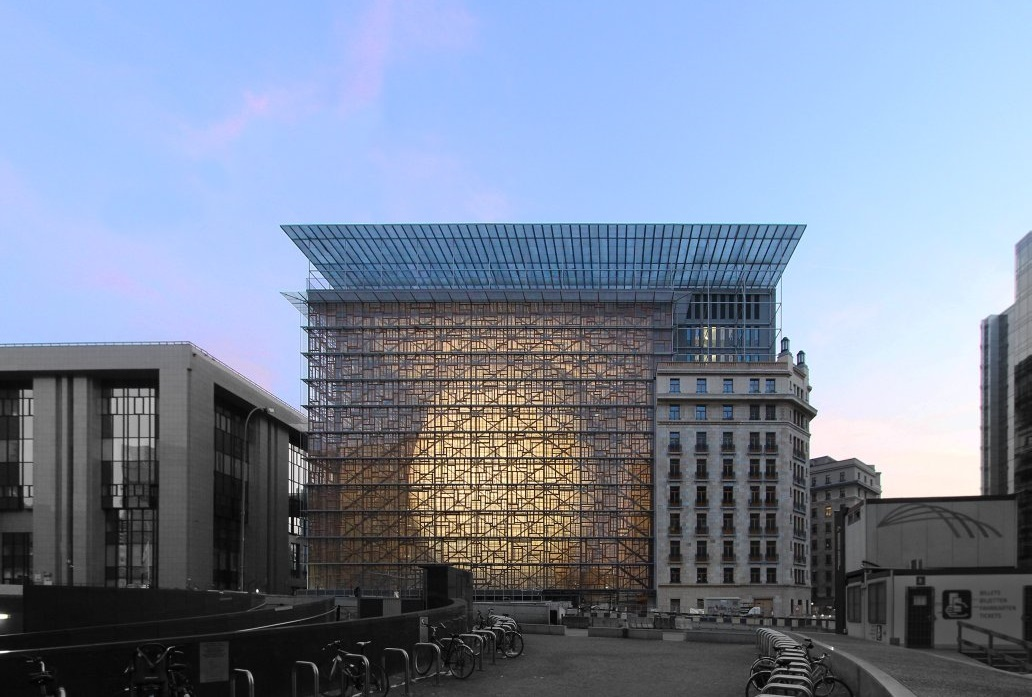
Siège du Conseil européen à Bruxelles

### Bande dessinée
- Grand prix de la ville d'Angoulême : Hermann (Jeremiah, Les Tours de Bois-Maury)[32].

### Littérature
- Prix Rossel : Hubert Antoine (Danse de la vie brève, Verticales)[33].

### Musique
- Concours musical international Reine Élisabeth de Belgique 2016 (piano)

## Médias
- 16 mars : le groupe RTBF annonce qu'il aura bientôt un nouveau siège construit à Bruxelles[34].
- 17 mai :  en Région wallonne, l'exécutif dégage 5,4 millions d'euros pour la mise en place de la RNT à l'horizon 2017[35].
- 30 mai : Mint fait son retour sur la bande FM bruxelloise après huit ans d'absence[36].
- 4 juillet : en Région flamande, l'exécutif s'engage pour passer d'une couverture en RNT de 70 % à 100 % du territoire à la fin de l'année[37].

## Sciences
- Prix Francqui : Barbara Baert (nl) (histoire de l'art, iconologie ; KULeuven)[38].

## Sports

### Cyclisme
- Greg Van Avermaet remporte la Tirreno-Adriatico 2016.
- Philippe Gilbert est Champion de Belgique 2016.
- 6 juillet, Tour de France : Greg Van Avermaet remporte la troisième étape, terminant devant son compatriote Thomas De Gendt.

### Football
- Championnat de Belgique de football 2015-2016 : le Club Bruges KV remporte son quatorzième titre de champion de son histoire.
- Coupe de Belgique de football 2015-2016 : le Standard de Liège remporte sa septième Coupe de Belgique.
- Supercoupe de Belgique de football 2016 : le Club Bruges KV gagne la Supercoupe de Belgique pour la quatorzième fois.
- Ligue des champions de l'UEFA 2015-2016 : 
  - Groupe D : le KAA Gent se hisse en huitièmes de finale et est éliminée par les Allemands du VfL Wolfsbourg.
- Ligue Europa 2015-2016 : 
  - Huitièmes de finale : le RSC Anderlecht se fait éliminer par les Ukrainiens du Chakhtar Donetsk.
- La section féminine du Standard de Liège décroche son dix-neuvième titre de champion de Belgique.
- Équipe de Belgique de football au championnat d'Europe 2016 : les Diables rouges sont éliminés 3 à 1 en quart de finale par le Pays de Galles.

## Décès
- 6 février : Eddy Wally, chanteur (° 12 juillet 1932).
- 7 février : Berre Bergen, musicien (° 24 novembre 1962).
- 12 février : Dominique D'Onofrio, entraîneur et dirigeant de football (° 18 avril 1953), mort à Buenos Aires (Argentine).
- 21 février : Jean-Pierre Detremmerie, homme politique (° 10 octobre 1940).
- 28 février :
  - Didier Bellens, homme d'affaires (° 9 juin 1955).
  - Liliane Wouters, écrivaine (° 5 février 1930).
- 15 mars : Jean Defraigne, homme politique (° 19 avril 1929).
- 22 mars : Jean Cornelis, joueur de football (° 2 août 1941).
- 27 mars : Antoine Demoitié, coureur cycliste (° 16 octobre 1990), écrasé par une moto lors de Gand-Wevelgem.
- 28 mars : Daan Myngheer, coureur cycliste (° 13 avril 1993), mort à Ajaccio (Corse).
- 29 mars : Francis Duriau, homme politique (° 27 avril 1934).
- 4 avril : Roger De Wulf, homme politique (° 5 janvier 1929).
- 8 avril : Julien Hoferlin, entraîneur de tennis (° 5 juillet 1966).
- 28 avril : René Hausman, illustrateur et auteur de bande dessinée (° 21 février 1936).
- 6 mai : Jacques Van der Biest, prêtre catholique (° 8 octobre 1929).
- 7 mai : Robert Roanne, comédien (° 28 septembre 1929).
- 21 mai : Gaston Berghmans, acteur et humoriste (° 11 mars 1926).
- 24 mai : Leo Proost, coureur cycliste (° 1er novembre 1933).
- 3 juin : Joseph Michel, homme politique (° 25 octobre 1925).
- 4 juin : Paul Van Grembergen, homme politique (° 18 septembre 1937).
- 24 juin : Andries Kinsbergen, homme politique (° 25 septembre 1926).
- 27 juin : Harry Halbreich, musicologue (° 9 février 1931).
- 5 juillet : Nine Culliford, coloriste (° 29 mars 1930).
- 8 juillet : Robert De Middeleir, coureur cycliste (° 26 août 1938).
- 29 juillet : Guy Dessicy, coloriste et publicitaire (° 26 mars 1924).
- 9 août : Philippe Roberts-Jones, historien de l'art (° 8 novembre 1924).
- 13 août : Françoise Mallet-Joris, romancière d'expression française (° 6 juillet 1930).
- 15 août : Jean Barthélemy (nl), architecte et urbaniste (° 5 novembre 1932).
- 18 août : Jan Van Cauwelaert, évêque catholique (° 12 avril 1914).
- 22 août : Toots Thielemans, musicien de jazz (° 29 avril 1922).
- 2 septembre : Daniel Willems, coureur cycliste (° 16 août 1956).
- 18 septembre : Jean Cosse, architecte (° 26 mars 1931).
- 29 septembre : Philippe de Schoutheete de Tervarent, haut fonctionnaire et diplomate (° 21 mai 1932).
- 30 septembre : Bernard Faure, comédien (° 1929).
- 4 octobre : Pieter Hintjens, développeur et militant (° 3 décembre 1962).
- 12 octobre : Georges Désir, animateur de télévision et homme politique (° 16 avril 1925).
- 20 octobre : Roger Lallemand, avocat et homme politique (° 17 janvier 1932).
- 2 novembre : 
  - Martin Lippens, entraineur et footballeur (° 8 octobre 1934).
  - Jean Trappeniers, footballeur (° 13 janvier 1942).
- 4 novembre : Hubert van Herreweghen, poète de langue néerlandaise (° 16 février 1920).
- 7 novembre : Marc Sleen, dessinateur de bande dessinée (° 30 décembre 1922).
- 12 novembre : Edgard Sorgeloos, coureur cycliste (° 14 décembre 1930).
- 16 novembre : Guy Raskin, footballeur (° 16 mars 1937).
- 19 novembre : Claudine Gothot-Mersch, romaniste (° 14 août 1932).
- 2 décembre : Paul de Wispelaere, écrivain d'expression néerlandaise (° 4 juillet 1928).
- 6 décembre : Jacky Morael, homme politique (° 26 novembre 1959).
- 17 décembre : Eric Defoort, homme politique (° 27 juin 1943).

## Statistiques
- Population totale au 1er janvier 2016 : 11 289 853 habitants[39](densité de population : 369,82 habitants/km²).